# Carthage (Illinois)
Carthage és una població dels Estats Units a l'estat d'Illinois. Segons el cens del 2000 tenia 2.725 habitants.

## Demografia
Segons el cens del 2000, Carthage tenia 2.725 habitants, 1.184 habitatges, i 709 famílies. La densitat de població era de 657,6 habitants/km².
Dels 1.184 habitatges en un 27,8% hi vivien nens de menys de 18 anys, en un 47% hi vivien parelles casades, en un 10% dones solteres, i en un 40,1% no eren unitats familiars. En el 35,6% dels habitatges hi vivien persones soles el 17,9% de les quals corresponia a persones de 65 anys o més que vivien soles. El nombre mitjà de persones vivint en cada habitatge era de 2,22 i el nombre mitjà de persones que vivien en cada família era de 2,87.
Per edats la població es repartia de la següent manera: un 23,6% tenia menys de 18 anys, un 7,3% entre 18 i 24, un 25,4% entre 25 i 44, un 21,8% de 45 a 60 i un 21,9% 65 anys o més.
L'edat mediana era de 40 anys. Per cada 100 dones de 18 o més anys hi havia 79,2 homes.
La renda mediana per habitatge era de 34.677 $ i la renda mediana per família de 50.142 $. Els homes tenien una renda mediana de 36.058 $ mentre que les dones 19.972 $. La renda per capita de la població era de 18.269 $. Aproximadament el 3,6% de les famílies i el 8,4% de la població estaven per davall del llindar de pobresa.

## Poblacions properes
El següent diagrama mostra les poblacions més properes.